# Warhorse
Warhorse was een Britse rockband.

## Bezetting
- Ashley Holt (zang, 1970-1974, 1985, 2005)
- Nick Simper (basgitaar, 1970-1974, 1985, 2005)
- Mac Poole (drums, 1970-1972, 1985, 2005; overleden 2015)
- Ged Peck (gitaar, 1970-1971; overleden 2015)
- Rick Wakeman (keyboards, 1970)
- Frank Wilson (keyboards, 1970-1974, 1985, 2005)
- Pete Parks (gitaar, 1971-1974, 1985, 2005)
- Barney James (drums, 1972-1974)

## Geschiedenis
Na te zijn ontslagen bij Deep Purple in 1969, vervoegde Nick Simper zich bij Marsha Hunts achtergrondband. Niet lang daarna verving Simper haar achtergrondband door Ged Peck en Mac Poole. Toen Hunt zwanger werd, stopte de band met toeren en reorganiseerden Simper en Peck de band als Warhorse. Ashley Holt werd de zanger en Rick Wakeman bespeelde de keyboards. Toen hun eerste demo was opgenomen in april 1970, werd Wakeman, die vertrok naar The Strawbs, vervangen door Frank Wilson.
Warhorse tekende bij Vertigo Records en brachten hun eerste album Warhorse uit in november 1970. De bandmanager werd Ron Hire, oorspronkelijk deel van HEC Enterprices, de feitelijke investeerders in Deep Purple. De band begon te toeren, maar maakte weinig vooruitgang en het album miste de hitlijst. Hetzelfde gebeurde met de uitgebrachte single St. Louis. In 1971, na ruzies over de stijl, verliet Peck de band en ging klassieke gitaar spelen. Hij werd vervangen door Pete Parks.
In juni 1972 werd hun volgende album Red Sea uitgebracht, maar spoedig daarna werd Warhorse ontslagen bij het label. Rond dezelfde tijd besloot Mac Poole om Warhorse te verlaten voor Gong. De band ging door en verving Poole door Barney James. Wakeman gebruikte Holt en James voor zijn soloalbums Journey to the Centre of the Earth en The Myths and Legends of King Arthur and the Knights of the Round Table. Het laatste concert van Warhorse in 1974 was in het Polhill College in Bedford.
Warhorse-muzikanten (Holt, Parks, Simper, Wilson en Poole) hebben sindsdien verschillende keren samen gespeeld, waaronder in 1985 en 2005, de laatste tijd voor de 60ste verjaardag van drummer Poole.

## Overlijden
Mac Poole overleed op 21 mei 2015.

## Discografie

### Studioalbums
- 1970: Warhorse
- 1972: Red Sea

### Compilaties
- 1986: Best Of Warhorse
- 1991: Outbreak Of Hostilities